# Armand Dumreicher
Armand von Dumreicher (12. června 1845 Vídeň – 2. listopadu 1908 Merano) byl rakouský politik německé národnosti, v 2. polovině 19. století poslanec Říšské rady.

## Biografie
Jeho otcem byl lékař Johann von Dumreicher. Armand studoval filozofii, práva a státovědu (filozofii v Göttingenu, práva ve Vídni). Podnikl cesty po Evropě a Orientu. V roce 1869 nastoupil na finanční prokuraturu. Od roku 1871 působil jako sekční šéf na ministerstvu kultu a vyučování, kam ho povolal Karl von Stremayr. Zasadil se o rozvoj živnostenského školství.
Působil i jako poslanec Říšské rady (celostátního parlamentu Předlitavska), kam usedl v doplňovacích volbách roku 1886 za kurii obchodních a živnostenských komor v Korutanech, obvod Klagenfurt. Nastoupil 5. června 1886 místo Gustava Pachera von Theinburg. Mandát obhájil v řádných volbách roku 1891. Slib složil 16. dubna 1891, rezignace byla oznámena na schůzi 22. října 1895. Ve volebním období 1885–1891 se uvádí jako svobodný pán Armand von Dumreicher, statkář, bytem Vídeň.
V roce 1887 se uvádí jako člen poslaneckého Německorakouského klubu (Deutschösterreichischer Club), který po rozpadu klubu Sjednocené levice sdružoval umírněné (staroněmecké) křídlo německých liberálů, které patřilo do širšího ústavověrného proudu. V roce 1890 se uvádí jako poslanec obnoveného klubu německých liberálů, oficiálně nazývaného Sjednocená německá levice. Za něj byl zvolen i ve volbách roku 1891.
Zemřel v listopadu 1908.